# Victoria Libertas Pesaro
Victoria Libertas Pesaro ist ein italienischer Basketballverein aus Pesaro in der Region Marken. Seine erfolgreichste Zeit hatte der Verein während der 1980er- und frühen 1990er-Jahre. Heimspiele trägt Victoria Libertas, dessen Vereinsfarben Rot und Weiß sind, in der 10.323 Zuschauer fassenden Adriatic Arena aus. Der Verein ist auch unter dem ehemaligen Sponsorennamen Scavolini Pesaro bekannt, unter dessen Namen der Verein von 1975 bis 2013 seine Spiele austrug.

## Geschichte

### Erfolge bis 1994
Der Verein wurde ursprünglich 1946 als Victoria Pesaro gegründet und fusionierte 1965 mit Libertas Pesaro. Gemeinsam gehörte man bis 1974 der höchsten nationalen Spielklasse Serie A an. 1978 gelang der Wiederaufstieg und 1980 konnte man den damals 19-jährigen Center Walter Magnifico von Fortitudo Bologna holen, mit dem man in der Folge die größten Vereinserfolge feierte. 1981 erreichte man mit dem vierten Platz nach der regulären Saison die bis dahin beste Platzierung überhaupt. Ein Jahr später zog man 1982 gar als Erster der Hauptrunde in die Play-offs um die Meisterschaft ein, verlor jedoch die Finalserie gegen Olimpia Milano. Als Vizemeister durfte man am Europapokal der Pokalsieger teilnehmen, da zu dieser Zeit kein eigener nationaler Pokalwettbewerb ausgetragen wurde. Den europäischen Pokalwettbewerb gewann man 1983 im Endspiel gegen den französischen Vertreter ASVEL Lyon-Villeurbanne. Mit dem ersten Vereinstitel für Victoria Libertas überhaupt holte man den siebten italienischen Erfolg in acht Jahren in diesem Wettbewerb. Anschließend verließ der jugoslawische Olympiasieger und Weltmeister Dragan Kićanović nach zwei Spielzeiten den Verein und man fiel in der Saison 1983/84 aus den vorderen Tabellenrängen, bevor man in der darauffolgenden Spielzeit 1984/85 nur knapp mit dem achten Platz nach der Hauptrunde den Einzug in die Play-offs erreichte. Während man den wieder eingeführten Pokalwettbewerb gewann und damit den ersten nationalen Titel holte, schlug man in der ersten Runde der Play-offs den Hauptrundenersten Virtus Roma und zog erneut bis in die Finalserie ein. Zum dritten Mal in Folge verlor man dort aber eine Play-off-Serie gegen Olimpia Milano.
In der darauffolgenden Spielzeit 1985/86 zog man erneut in das Finale des Pokalsieger-Europapokals ein, das man jedoch gegen Titelverteidiger FC Barcelona verlor. Auch das nationale Pokalfinale 1986 verlor man wie auch im folgenden Jahr gegen Angstgegner Olimpia Milano, gegen die auch im Play-off-Viertelfinale der Meisterschaft 1987 Endstation war. Das Finale des Europapokals der Pokalsieger 1987 wurde gegen den kroatischen Vertreter KK Cibona verloren, von dem man für die darauffolgende Spielzeit Aleksandar Petrović verpflichtete, den älteren Bruder von Dražen Petrović. 1988 gewann man die Finalserie der nationalen Meisterschaft als Hauptrundenfünfter gegen Olimpia Milano, die zuvor ihren Titel im Europapokal der Landesmeister verteidigt hatten, und Magnifico konnte erstmals über seinen Nationalmannschaftskollegen Dino Meneghin triumphieren. Scavolini, so der Sponsorenname seit 1975, verpasste im darauffolgenden Landesmeister-Europapokal das Final-Four-Turnier, was in den 1970er und 1980er Jahren für einen italienischen Meister ungewöhnlich war. Auch in der nationalen Meisterschaft schied man als Hauptrundenerster und Titelverteidiger in der Halbfinalserie erneut gegen Mailand aus, die sich den Meistertitel zurückholten.
Mailand strauchelte jedoch in der Spielzeit 1989/90 und Scavolini verlor als Hauptrundenerster nur ein Play-off-Spiel und holte sich überlegen die Meisterschaft zurück. Im Korać-Cup, dem dritten europäischen Vereinswettbewerb, erreichte man die Finalspiele 1990, die gegen den katalanischen Verein Joventut de Badalona verloren gingen. Im folgenden Landesmeister-Europapokal 1991 erreichte man zwar das „Final Four“, verlor jedoch nacheinander gegen Titelverteidiger POP 84 Split sowie gegen den israelischen Serienmeister Maccabi Tel Aviv und belegte den vierten Rang. Während Mailand in der nationalen Meisterschaft 1991 wieder erstarkt war und den ersten Tabellenrang nach der Hauptrunde belegte, dümpelte Pesaro als Siebter in die Play-offs, in denen man im Viertelfinale als Titelverteidiger gegen den späteren Meister Juventus Caserta ausschied. In der darauffolgenden Spielzeit 1991/92 schien sich die Meistersaison 1989/90 zu wiederholen. Während man die Korać-Cup-Finalspiele erneut verlor, diesmal ausgerechnet gegen den nationalen Konkurrenten Virtus Roma, blieb man als Hauptrundenerster in den Play-offs ungeschlagen bis zum zweiten Finalspiel. Nachdem man das erste Finalspiel noch gewonnen hatte, verlor man jedoch die restlichen drei Finalspiele gegen den neuen Meister Benetton Treviso, gegen die man zuvor das Finale im nationalen Pokalwettbewerb gewonnen hatte. Treviso hatte für diese Spielzeit Toni Kukoč vom Landesmeister-Pokalsieger Split verpflichtet und wurde mit Petar Skansi von einem ehemaligen Spieler Pesaros trainiert.
In der folgenden Spielzeit 1992/93 besiegte man als Hauptrundensiebter zwar Angstgegner Mailand im Viertelfinale, verlor aber das Halbfinale gegen Titelverteidiger Treviso, gegen die man auch im Viertelfinale der FIBA-Euroliga verlor, die den Landesmeister-Wettbewerb abgelöst hatte und zu dem auch mehrere nationale Vertreter qualifiziert waren. In der darauffolgenden Spielzeit konnte man den zweiten Platz in der Hauptrunde erreichen und zog auch in die Finalserie gegen Titelverteidiger Virtus Bologna ein, gegen die man in fünf Spielen unterlegen war.

### Abstieg und Insolvenz (1994 bis 2005)
In den Spielzeiten 1994/95 und 1995/96 schied Scavolini jeweils als Hauptrundensiebter im Play-off-Viertelfinale der Meisterschaft aus. Anschließend verließen Magnifico und Antonello Riva die Mannschaft und in der Spielzeit 1996/97 konnte man mit nur einem Sieg Vorsprung nur knapp den Abrutsch auf die Abstiegsplätze vermeiden. In der folgenden Spielzeit 1997/98 war es dann geschehen; ein Sieg fehlte zum Klassenerhalt und Pesaro stieg in die Serie A2 ab. Nach dem Abstieg kehrte Magnifico 37-jährig noch einmal für drei Jahre zu Scavolini zurück. In der Serie A2 gelang sportlich nicht der Wiederaufstieg, stattdessen übernahm man die Lizenz von Pallacanestro Gorizia für die Spielzeit 1999/2000 und schaffte so die Rückkehr in die höchste Spielklasse. In der regulären Saison überzeugender Vierter beim Comeback im Oberhaus, traf man im Play-off-Achtelfinale auf den Dreizehnten Olimpia Milano, gegen die man wie in den Play-offs der 1980er ausschied. In der folgenden Spielzeit zog man gar als Zweiter in die Play-offs ein, konnte sich aber nur knapp in fünf Spielen gegen den Siebten Snaidero Udine durchsetzen und verlor die Halbfinalserie glatt in drei Spielen gegen Titelverteidiger Fortitudo Bologna. Nach einem Viertelfinal-Aus 2002 gegen Titelverteidiger Virtus Bologna rutschte man 2003 aus den Play-off-Rängen. 2004 erreichte man einen vierten Platz in der Hauptrunde und verlor die Halbfinalserie glatt gegen den zukünftigen Serienmeister Montepaschi Siena, der anschließend seinen ersten Meisterschaftserfolg feierte. In der Abschlusstabelle der Spielzeit 2004/05 erreichte man zwar den neunten Platz, musste aber anschließend den Konkurs der Spielbetriebsgesellschaft anmelden und die Lizenz zurückgeben.

### Neustart (seit 2005)
In der Serie B übernahm man 2005 den lokalen Rivalen Falco Pesaro und der mittlerweile 34-jährige Carlton Myers, der nach Saisonbeginn seinen Vertrag bei CB Valladolid in Spanien aufgelöst hatte, kehrte nach elfjähriger Pause zu Pesaro zurück und half beim Neustart. Als Tabellenzweiter stieg man in die Legadue auf, die die Serie A2 abgelöst hatte. Als Hauptrundenfünfter in der Spielzeit 2006/07 gewann man mit nur einer Play-off-Niederlage die Ausscheidungsspiele um den Aufstieg in die Serie A und kehrte erneut in die höchste Spielklasse zurück. In der Aufstiegssaison 2007/08 verpasste man nur knapp aufgrund des direkten Vergleichs den Einzug in die Play-offs um die Meisterschaft. In der folgenden Spielzeit 2008/09 entschied jedoch dieser zugunsten von Scavolini und als Hauptrundenachter schied man in der ersten Runde gegen Titelverteidiger Siena aus. Myers verließ anschließend erneut Pesaro. Während man als Tabellenachter auf die europäische Bühne zurückkehrte und in der EuroChallenge 2009/10 das Final-Four-Turnier in Göttingen erreichte, bei dem man beide Spiele verlor und den vierten Platz belegte, verpasste man in den folgenden beiden Spielzeiten den Einzug in die Play-offs der nationalen Meisterschaft. In der Meisterschaft 2011/12 gelang jedoch mit dem sechsten Tabellenplatz nach der regulären Saison erneut der Sprung unter die besten acht Mannschaften. Im Play-off-Halbfinale war gegen Mailand wieder Endstation.

## Erfolge
- Italienischer Meister: 1988, 1990
- Italienischer Pokalsieger: 1985, 1992
- Europapokal der Landesmeister: Halbfinalist 1991
- Europapokal der Pokalsieger: Sieger 1983; Finalist 1986, 1987
- Korać-Cup: Finalist 1990, 1992

## Sponsorennamen
| - Benelli (1952–58) - Lanco (1958–61) - Algor (1961–63) - Butangas (1966–69) - Frizz Pelmo (1969–70) - Tropicali (1970–71) - Maxmobili (1971–75) | - Scavolini (1975–2013) - Consultinvest (2014–2017) - Carpegna Prosciutto (seit 2019) |

## Bekannte Spieler
| - / Petar Skansi (1972/73) - Giuseppe Ponzoni (1975–1984) - Walter Magnifico (1980–1996, 1998–2001) - / Mike Sylvester (1980–1986) - Dragan Kićanović (1981–1983) - Domenico Zampolini (1981–1993) - Cliff Poindexter (1983/84) - Andrea Gracis (1983–1994) - Darren Tillis (1984–1986) - Zam Fredrick (1984–1987) - Ario Costa (1984–1996) - / Aleksandar Petrović (1987/88) - Greg Ballard (1987/88) - Darwin Cook (1987/88, 1989–1991) - Federico Pieri (1987–1990, 1994–1996, 2005/06) - Darren Daye (1987–1992) - Larry Drew (1988/89) - Haywoode Workman (1991–1993) - Carlton Myers (1992–1994, 2005–2009) - George McCloud (1993/94) | - Antonello Riva (1994–1996) - Vincenzo Esposito (1996/97) - Paolo Conti (1996–2000) - Yann Bonato (1997/98) - Melvin Booker (1997/98, 1999–2002) - Tony Dawson (1998/99) - Marko Tušek (2000–2002) - Brad Traina (2000–2002) - / Larry Middleton (2000–2002) - Norm Richardson (2002/03) - Chris Gatling (2003) - Alphonso Ford (2003/04) - Teemu Rannikko (2003–2005) - Aleksandar Đorđević (2003–2005) - Marko Milič (2003–2005) - Tomas Ress (2003–2005) - Hanno Möttölä (2004/05) - Charles Smith (2004/05) - Robert Archibald (2004/05) - Mindaugas Žukauskas (2006–2009) | - Ramel Curry (2008/09) - Sam Van Rossom (2008–2010) - / Marques Green (2009/10) - / Dusan Sakota (2009/10) - Daniele Cinciarini (2009–2011) - Morris Almond (2010/11) - Marco Cusin (2010–2012) - Daniel Hackett (2010–2012) - Jumaine Jones (2011–2012) - Daniele Cavaliero (2011–2013) - Andrea Crosariol (2012–2013) - / Antwain Barbour (2012–2013) |